# عمقین
روستای عمقین یکی از روستاهای خوش آب و هوا واقع در ارتفاعات بخش طارم سفلی از استان قزوین می‌باشد.زبان مردم این روستا ترکی آذربایجانی می‌باشد. این روستا از اطراف به روستاهای سیردان حسن آباد ماهین و ارتفاعات شامادشت محدود می‌شود. مردم این روستا کشاورز باغدار زنبوردار و دامدار می‌باشند. از محصولات باغی روستا می‌توان گردو فندق سیب گلابی گیلاس آلو زرد آلو گوجه سبز آلبالو را نام برد. یکی از بهترین عسلهای منطقه با تقاضای بالا در مزرعه‌ای با نام وکینسود در این روستا به عمل میاید. پوشش گیاهی کوههای اطراف شامل موارد زیادی از گیاهان داروئی و خوراکی و درختچه‌های بلوط می‌باشد. گیاه گون که برای تهیه کتیرا استفاده می‌شود و نیز آویشن کهلیگ اوتو و هچنین سبزیجاتی چون تره کوهی ،  در این کوهها به وفور یافت می‌شود. این گیاه‌ها نقش اصلی را در تولید بهترین عسل‌ها در این منطقه دارند.
در کوهستانهای منطقه جانورانی نظیر کبک گراز پلنگ ایرانی گرگ خرس قهوه‌ای شاهین هما روباه لاک‌پشت قلندر  کبک‌ها در منطقه فراهم آورده‌است.
محل خانه‌های روستائی بدلیل سیلی که در قرن اخیر در منطقه جاری شده‌است یک بار تخریب شده و به محل کنونی که در مکان مرتفع تر و امن تری قرار دارد منتقل کردند.همچنین این روستا در سالهای اخیر مورد توجه بسیاری از گردشگران بوده است.